# Zygopetalum microphytum
Zygopetalum microphytum är en orkidéart som beskrevs av João Barbosa Rodrigues. Zygopetalum microphytum ingår i släktet Zygopetalum och familjen orkidéer. Inga underarter finns listade i Catalogue of Life.